# Relicina barringtonensis
Relicina barringtonensis är en lavart som beskrevs av Elix. Relicina barringtonensis ingår i släktet Relicina och familjen Parmeliaceae.   Inga underarter finns listade i Catalogue of Life.